# Dorval Pires Porto
Dorval Pires Porto (Rio Grande do Sul,  — Rio de Janeiro, 1954) foi um político brasileiro. 
Era irmão de Leopoldo Pires Porto, ex-prefeito de Lavras do Sul, município do Rio Grande do Sul.
Foi prefeito de Manaus de 1914 a 1916, deputado estadual do Amazonas de 1918 a 1929, e governador do Amazonas de 1 de janeiro a 24 de outubro de 1930.